# هاينيشن
هانيشن (زاكسن) (بالألمانية: Hainichen, Saxony) هي بلدة ألمانية تقع في ألمانيا في ساكسونيا.  يقدر عدد سكانها بـ 9,314 نسمة .

## المدن التوأمة
مدينة دورستن هي مدينة توأمة لـهانيشن (زاكسن).

## أعلام
- راينر سيمون
- كريستيان فورشتيغوت غيلرت
- فريدريك جوزيف كيلر